# 캘거리 카보이스
| 캘거리 카보이스    | |
| 디비전             | 캐나디안 디비전 (1975년~1976년) 웨스트 디비전 (1976년~1977년)                                                                             |
| 설립연도           | 1975년 |
| 해체연도           | 1977년 |
| 역사               | 마이애미 스크리밍 이글스 (1972년) 필라델피아 블레이저스 (1972년~1973년) 벤쿠버 블레이저스 (1973년~1975년) 캘거리 카보이스 (1975년~1977년) |
| 경기장             | 스템피드 코랄 |
| 연고지             | 앨버타주 캘거리 |
| 상징색             | 빨강, 하양 |
| 구단주             | - |
| 단장               | - |
| 감독               | - |
| 애브코 월드 트로피 | - |
| 시즌 우승          | - |
| 디비전 우승        | - |
| 영구 결번          | - |

캘거리 카보이스(Calgary Cowboys)는 1975년부터 1977년까지 앨버타주 캘거리를 연고지로 하는 WHA 소속 아이스 하키팀이다.

## 역대 홈경기장
| 경기장          | 사용기간      | 수용인원 | 장소            | 비고 |
| --------------- | ------------- | -------- | --------------- | ---- |
| 캘거리 카보이스 |               |          |                 |      |
| 스템피드 코랄   | 1975년~1977년 | 6,450명  | 앨버타주 캘거리 | 빈칸 |

[[분류:월드 하키 협회 팀]